# Manuel Cornu
Manuel Cornu (* 26. listopadu 1993 Clamart) je francouzský reprezentant ve sportovním lezení, na mistrovství světa v boulderingu získal bronzovou medaili, na mistrovství Francie zlatou v hodnocení kombinace disciplín.

## Výkony a ocenění
- 2016: nominace na světové hry 2017 v polské Vratislavi za 3. místo na MS v boulderingu

### Závodní výsledky
| Světové hry | Světové hry |
| Rok         | 2017        |
| ----------- | ----------- |
| Bouldering  | 6           |

| Mistrovství světa | Mistrovství světa |
| Rok               | 2016              |
| ----------------- | ----------------- |
| Obtížnost         | 51-52             |
| Rychlost          | 32                |
| Bouldering        | 3                 |

| Zimní armádní světové hry | Zimní armádní světové hry |
| Rok                       | 2017                      |
| ------------------------- | ------------------------- |
| Bouldering                | 2                         |

| Světový pohár | Světový pohár        | Světový pohár          | Světový pohár | Světový pohár |
| Rok           | 2015                 | 2016                   | 2017          | 2018          |
| ------------- | -------------------- | ---------------------- | ------------- | ------------- |
| Obtížnost     | —                    | 0                      |               |               |
| jednotlivě*   | —                    | ,60,                   |               |               |
|               |                      |                        |               |               |
| Rychlost      | —                    | 52-53                  |               | x             |
| jednotlivě*   | —                    | -,-,-,-,23-25,-,-      |               | x             |
|               |                      |                        |               |               |
| Bouldering    | 15-16                | 19                     | 13            | x             |
| jednotlivě*   | 39-42,10,20,27-29,5, | 6,-,7,-,23-24,19,43-44 | ,12,5,6,17,   | x             |
|               |                      |                        |               |               |
| Kombinace     | —                    | 8                      | x             |               |

* poznámka: nalevo jsou poslední závody v roce
| Mistrovství Evropy | Mistrovství Evropy | Mistrovství Evropy |
| Rok                | 2015               | 2017               |
| ------------------ | ------------------ | ------------------ |
| Bouldering         | 39                 | 7                  |

| Mistrovství Francie | Mistrovství Francie |
| Rok                 | 2015                |
| ------------------- | ------------------- |
| Rychlost klasika    | 2                   |
| Bouldering          | 3                   |
| Kombinace           | 1                   |

| Evropský pohár juniorů | Evropský pohár juniorů |
| Rok                    | 2012 junioři           |
| ---------------------- | ---------------------- |
| Bouldering             | 5                      |
| jednotlivě             | 12,                    |

* poznámka: nalevo jsou poslední závody v roce